# Linia kolejowa Firenze – Lucca
Linia kolejowa Maria Antonia – linia kolejowa wybudowana w okresie 1848–1859 łącząca Florencję, Prato, Pistoię i Lukkę w Toskanii. Pierwsza część z Florencji do Pistoi (ówczesne Wielkie Księstwo Toskanii) została nazwana na cześć Marii Antonietty Sycylijskiej, żony Leopolda II, wielkiego księcia Toskanii. Linia jest w pełni zelektryfikowana napięciem 3000 V DC. Ruch pasażerski jest obsługiwany przez Trenitalia.